# 正栄尼
正栄尼（しょうえいに、生年不詳 - 慶長20年5月7日（1615年6月3日））は、戦国時代から江戸時代初期にかけての女性。豊臣秀頼の乳母。父は明智光秀、浅井長政など、様々な説がある。

## 生涯
渡辺昌の妻となり、渡辺糺・つるを出産した。後に豊臣秀頼の乳母となった。
慶長19年（1614年）、京都方広寺の鐘銘問題を機に豊臣家と徳川家康との関係が悪化すると、大蔵卿局とともに江戸幕府との折衝により、家康と直接面会して弁解することに成功した。大坂に戻った後、意見の食違った片桐且元を糾弾。且元は大坂城を退去することとなった。
慶長20年（1615年）5月7日、大坂夏の陣にて、淀殿・秀頼に先立ち、渡辺糺を介錯し、自害した。戒名は往相院西誉正栄大姉。清涼寺に肖像画がある。